# Kościół św. Wojciecha w Elblągu

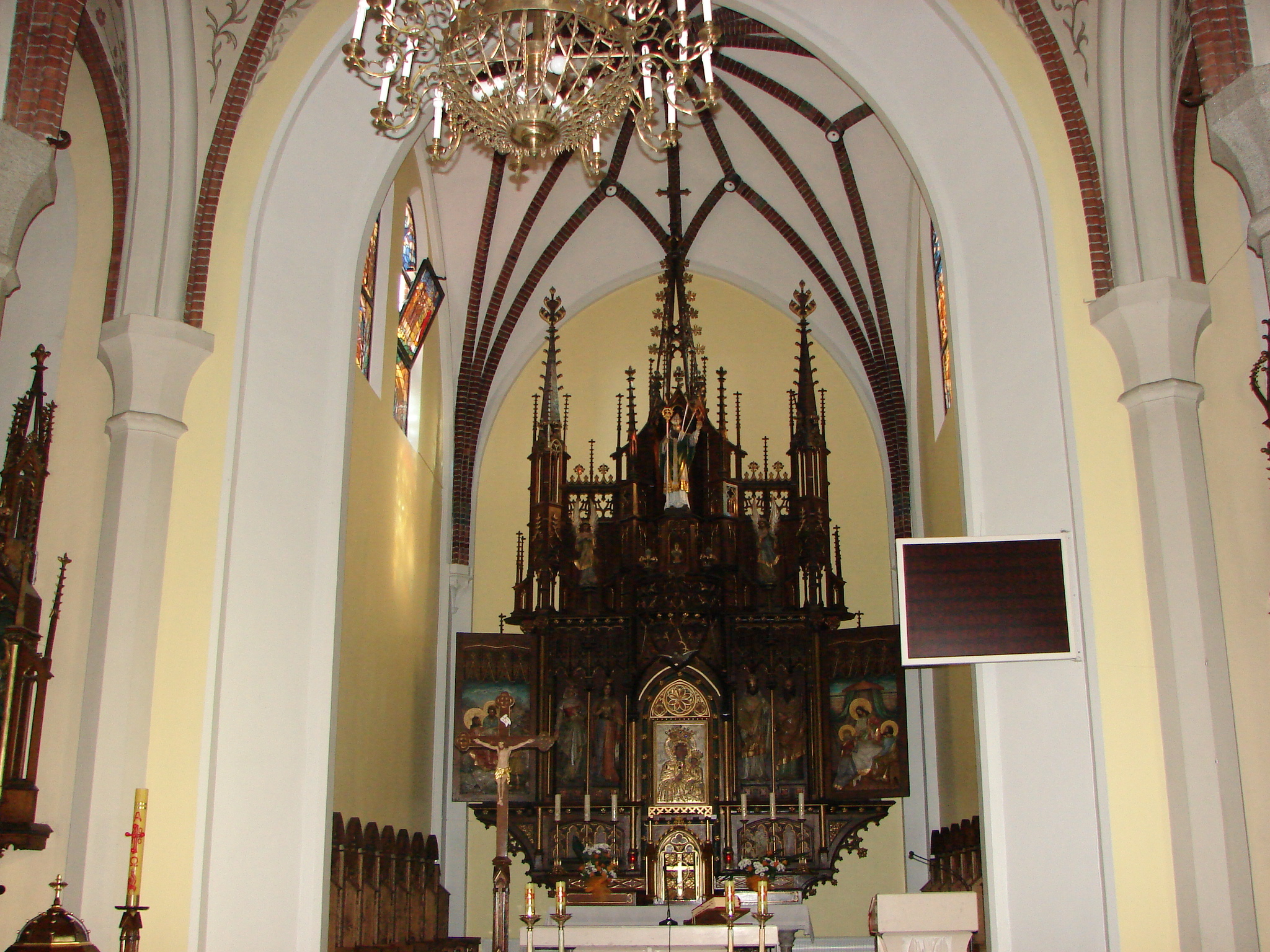
Ołtarz główny

Kościół św. Wojciecha w Elblągu (niem. St. Adalbertkirche) – jest pierwszą katolicką świątynią wybudowaną na terenie Pangritz-Kolonie - dzielnicy włączonej w 1913 roku w obszar Elbląga. Znajduje się w północno-zachodniej części Elbląga przy ulicy Wiejskiej.
W bezpośrednim sąsiedztwie kościoła znajduje się cmentarz parafialny.

## Historia

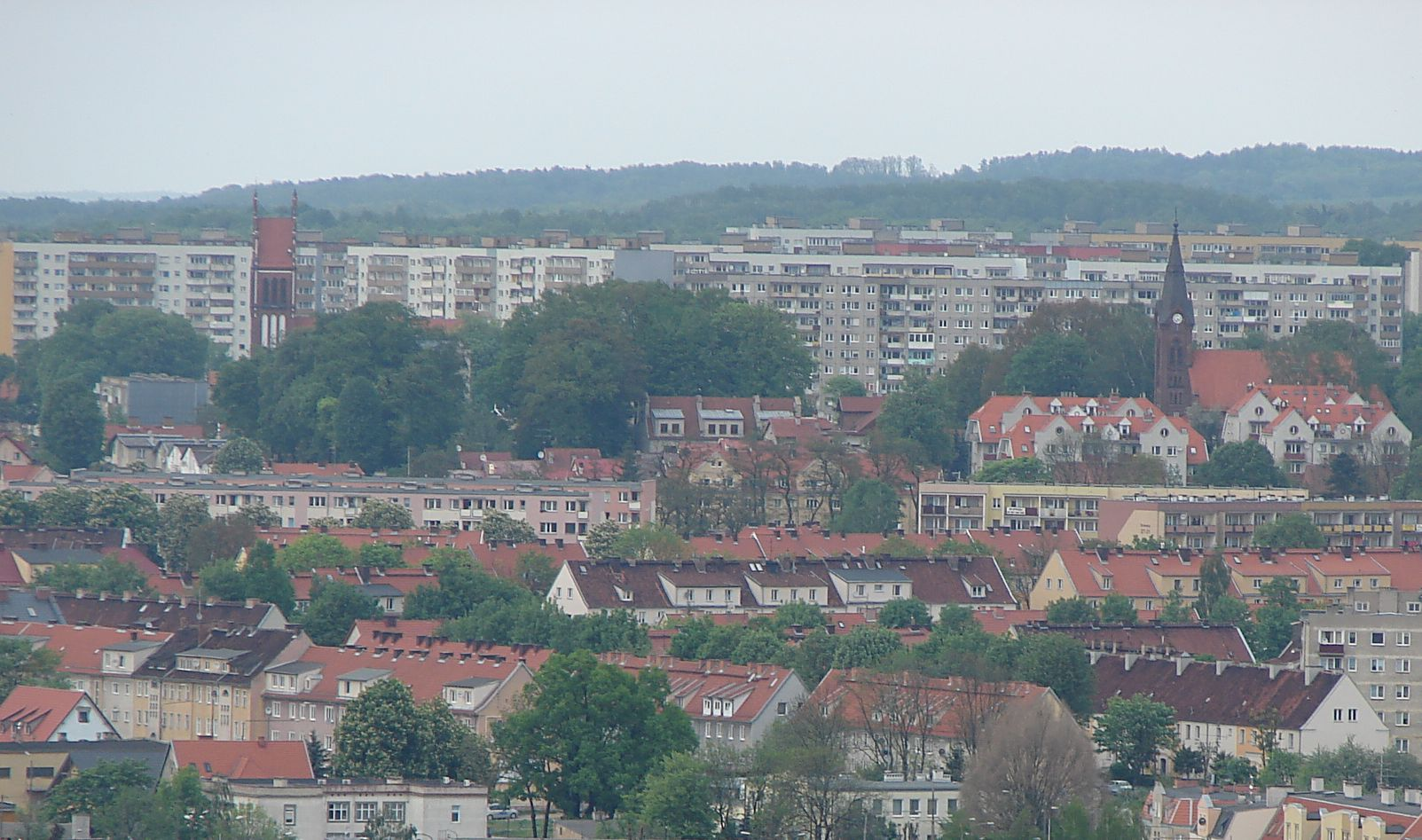
Widok z wieży katedry św. Mikołaja na kościół św. Wojciecha(pierwszy z lewej strony) i na kościół św. Pawła

W drugiej połowie XIX wieku na północnych przedmieściach Elbląga - robotniczej kolonii Pangritza mieszkało ponad 2200 mieszkańców, wśród których ok. 1000 stanowili katolicy. Z powodu dużej odległości od kościoła św. Mikołaja - jedynej ówczesnej parafii katolickiej w Elblągu, w 1869 roku utworzono fundusz budowy kościoła w odległej dzielnicy. W roku 1882 parafia św. Mikołaja zakupiła ziemię wraz ze stojącą na niej karczmą na wzgórzu zwanym Neue Welt. Starą karczmę zaadaptowano na kaplicę. Mieściła ona tylko ok. 100 osób. Z okazji 900 rocznicy śmierci św. Wojciecha, którą obchodzono w diecezji warmińskiej, biskup warmiński Andreas Thiel zarządził w 1896 roku wybudowanie kościoła pod wezwaniem św. Wojciecha w Kolonii Pangritza(od 1913 roku dzielnica Elbląga) oraz przeprowadzenie na ten cel kolekty. Nową świątynię zbudowano w latach 1901–1902 w stylu neogotyckim. Konsekracja miała miejsce 3 lipca 1905 roku. 
Z oblężenia Elbląga kościół św. Wojciecha wyszedł praktycznie nieuszkodzony. Jednakże zostały ostrzelane niektóre witraże oraz zostało splądrowane wnętrze świątyni przez żołnierzy radzieckich, którzy od końca marca do połowy kwietnia wpadali do kościoła i dokonywali spustoszeń oraz dewastacji świątyni. Pierwszą mszę po zdobyciu Elbląga odprawiono 25 kwietnia 1945 roku. Ponieważ dzwony zostały skonfiskowane w czasie działań wojennych, ówczesny administrator świątyni - ksiądz Hilary Pracz-Praczyński zadecydował o zdjęciu dwóch zachowanych dzwonów z wieży kościoła Trzech Króli w Elblągu.
Obecnie jest to najważniejsza świątynia dekanatu Elbląg Północ.

## Opis kościoła
Kościół wzniesiony został jako trójnawowa hala z niewielkim prezbiterium, o sklepieniach krzyżowych wspartych na kamiennych kolumnach, z wysoką wieżą od strony zachodniej. W kościele znajdują się trzy ołtarze, neogotycka ambona, 14 obrazów stacji krzyżowej oraz zabytkowe witraże z postaciami świętych. Większość wyposażenia pochodzi w początku XX wieku.

## Organy
Organy zbudowane przez firmę Orgelbau Anstalt A. Terletzki, Jnh. Ed. Wittek z Elbląga w 1903 roku. Jest to instrument 16 głosowy, posiadający 2 manuały i pedał, pneumatyczną trakturę gry i rejestrów. Organista siedzi przodem do ołtarza. Są to prawdopodobnie katalogowe organy tej firmy, ponieważ bardzo podobne instrumenty można spotkać w kościele św. Jakuba w Tolkmicku(rok budowy:1902, 20 głosów) i kościele Ewangelicko-Augsburskim w Toruniu (rok budowy:1904, 13 głosów). Wszystkie te trzy instrumenty mają niemal identyczne prospekty w stylu neogotyckim oraz podobne dyspozycje. Pod zakończeniu II wojny światowej, w czasie pobytu wojsk radzieckich w zdobytym Elblągu instrument został zdewastowany. W 1947 roku zostały naprawione i gruntownie wyremontowane przez firmę Truszczyński. Do czasów obecnych, organy nie przechodziły żadnej przebudowy i są zachowane w niemal 100% formie. Obecnie, są w złym stanie technicznym, choć nadal są używane do celów liturgicznych.
| Manuał I             | Manuał II             | Pedał               |
| -------------------- | --------------------- | ------------------- |
| 1.Bourdun 16'        | 1.Geigen principal 8' | 1.Subbas 16'        |
| 2.Principal 8'       | 2.Hohflöte 8'         | 2.Principalbass 16' |
| 3.Gedackt 8'         | 3.Salicional 8'       | 3.Octavbass 8'      |
| 4.Concert flute 8'   | 4.Dolce 8'            |                     |
| 5.Gamba 8'           | 5.Flaut travers 4'    |                     |
| 6.Rohrflute 4'       |                       |                     |
| 7.Octave 4'          |                       |                     |
| 8.Mixtur II-IV fach. |                       |                     |

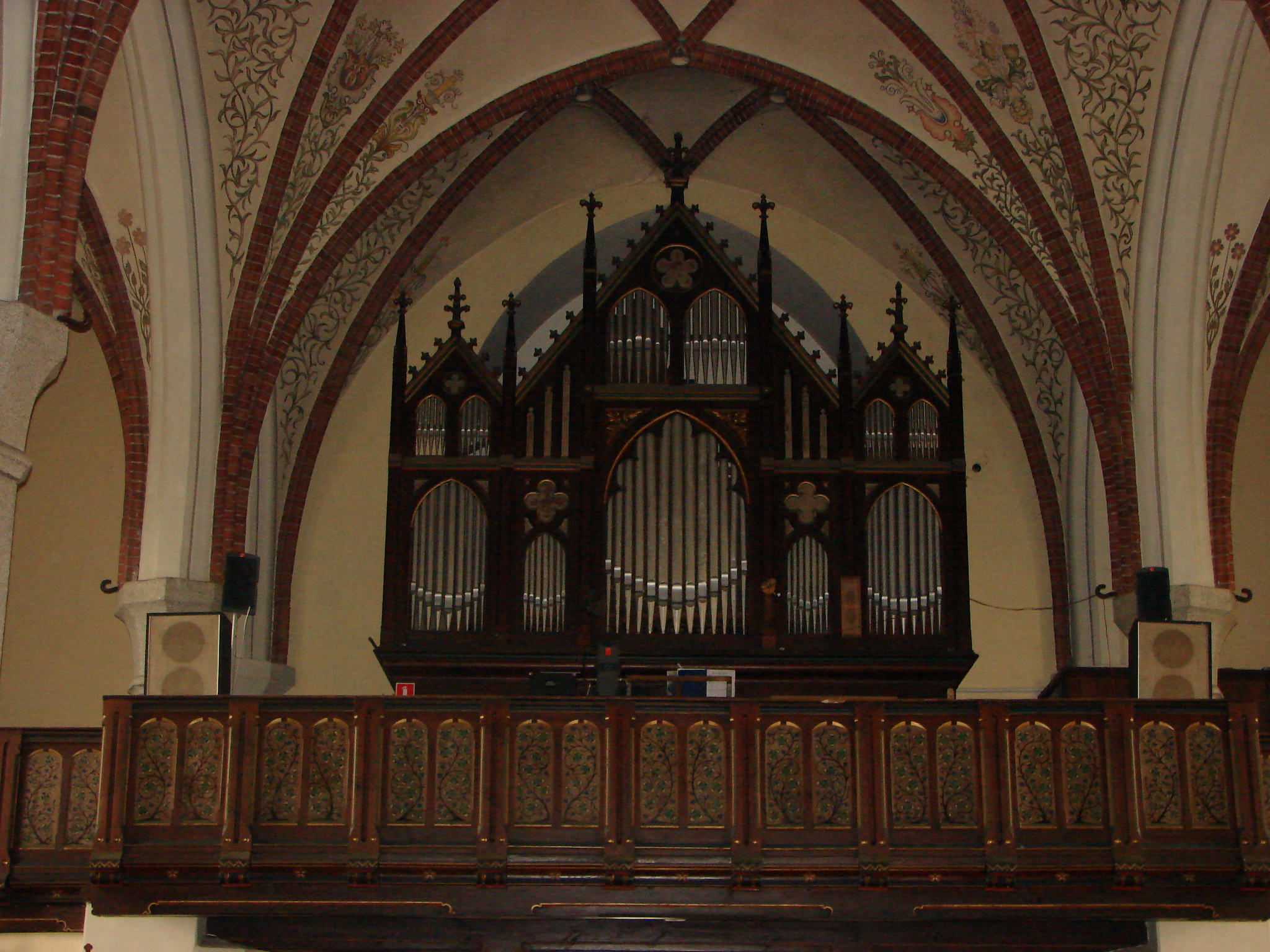
Organy

- Połączenia: Pedal coppel II, Pedal coppel I, Manual coppel
- Urządzenia dodatkowe: Tremolo (całość organów)
- Registry zbiorowe(pod II manuałem): Piano, Forte, Tutti, Ausloser(kasownik)